# Greg Bryk
Greggory Michael "Greg" Bryk es un actor canadiense, más conocido por haber interpretado a Weston Field en Regenesis y a Scott Mallick en las películas Saw V y en Saw 3D. También tuvo un papel como antagonista principal en el videojuego de 2018 Far Cry 5 y en su secuela directa Far Cry: New Dawn de 2019, en el que interpreta a un carismático y peligroso líder sectario llamado Joseph Seed.

## Biografía
Es hijo de Don Bryk (expresidente de los Winnipeg Blue Bombers (CFL)).
El 9 de marzo de 1996 se casó con Danielle Nicholas, la pareja tiene tres hijos Dempsey, Billy y Ella Bryk.

## Carrera
En el 2002 apareció en la película Men with Brooms donde interpretó a Alexander Youn, un ex-olímpico.
En el 2004 se unió al elenco principal de la serie canadiense Regenesis donde interpretó a Weston Field, el ayudante de Caroline Morrison y más tarde el director ejecutivo de NORBAC, hasta el final de la serie en el 2008.
En el 2005 obtuvo un papel secundario en la película A History of Violence donde interpretó a Billy Orser, un hombre que intenta robar un restaurante junto a su cómplice Leland Jones (Stephen McHattie) pero que terminan siendo asesinados por el dueño Tom Stall (Viggo Mortensen).
En el 2007 interpretó a Tommy Tomm el guardaespaldas del jefe del crimen Johnny Marcone en la serie The Dresden Files.
En el 2008 apareció en la película de terror Saw V donde interpretó a Scott Mallick, una de las cinco personas encerradas en la prueba múltiple por ser pirómano y por haber incendiado un inmueble en donde fallecieron personas inocentes.
Ese mismo año obtuvo un papel secundario en la película The Incredible Hulk donde interpretó a un comando de las fuerzas armadas.
En el 2009 apareció como invitado en la serie Flashpoint donde interpretó a Sloan Keller, el líder de una pandilla en prisión que comienza una pelea que parece ser un intenta de fuga pero que tiene como objetivo principal eliminar a su rival.
En el 2010 volvió a interpretar a Mallick ahora en la reunión de autoayuda de Bobby Dagen, con una prótesis para su brazo en la película de terror Saw 3D.
Ese mismo año obtuvo un pequeño papel en la película Red donde dio vida a un bombero.
En el 2011 se unió al elenco principal de la serie XIII: The Series donde interpreta al coronel Samuel Amos, anteriormente había interpretado el papel del coronel Amos en la miniserie XIII: The Conspiracy estrenada en el 2008. 
Ese mismo año interpretó al sargento maestro Edward Farringdon en la serie Combat Hospital e interpretó a Nicomedes, un sacerdote de Fedra que acompaña a Teseo (Henry Cavill) en su viaje en la película Immortals.
En el 2014 se unió al elenco principal de la serie Bitten donde interpreta a Jeremy Danvers, un hombre lobo hasta ahora.
Ese mismo año apareció como invitado en un episodio de la serie Reign donde interpretó al vizconde Richard de la Croix, el amante de Catherine de' Medici, Reina de Francia (Megan Follows) y padre de su hija Clarissa (Katie Boland).
En 2018 apareció en el videojuego Far Cry 5 interpretando a Joseph Seed, antagonista principal y líder de la secta religiosa la Puerta del Eden.
En 2019 volvió a interpretar a Joseph Seed ahora como el líder del Nuevo Eden en Far Cry New Dawn, una continuación directa de Far Cry 5.

## Filmografía

### Series de televisión
| Año         | Título                                   | Personaje              | Notas                                      |
| ----------- | ---------------------------------------- | ---------------------- | ------------------------------------------ |
| 2020        | The Wilds                                | Tim Campbell           | episodio "Día Tres"                        |
| 2018 - 2016 | Frontier                                 | Cobbs Pond             |                                            |
| 2016        | Wynonna Earp                             | Jack of Knives         | 2 episodios                                |
| 2015        | The Expanse                              | Lopez                  | 2 episodios                                |
| 2016 - 2014 | Bitten                                   | Jeremy Danvers         | 13 episodios                               |
| 2014        | Reign                                    | Richard de la Croix    | episodio "Inquisition"                     |
| 2013        | Nikita                                   | Karl Jaeger            | episodio "High-Value Target"               |
| 2013        | Cracked                                  | Vincent Kray           | episodio "The Thump Parade"                |
| 2012        | Transporter: The Series                  | Bernhardt              | episodio "12 Hours"                        |
| 2011 - 2012 | XIII: The Series                         | Samuel Amos            | 24 episodios                               |
| 2012        | Rookie Blue                              | Jon Grey               | 2 episodios                                |
| 2012        | Lost Girl                                | Cleasby                | episodio "Lachlan's Gambit"                |
| 2012        | Wrath of Grapes: The Don Cherry Story II | -                      | episodio "Night 2" - miniserie             |
| 2011        | Covert Affairs                           | Nils Crofft            | episodio "Letter Never Sent"               |
| 2011        | Against the Wall                         | -                      | episodio "The Fifth Body"                  |
| 2011        | Combat Hospital                          | Sgt. Edward Farringdon | 2 episodios                                |
| 2010        | Aaron Stone                              | Damaged                | 6 episodios                                |
| 2010        | Happy Town                               | Doctor Pete            | 3 episodios                                |
| 2010        | The Bridge                               | Dom Furillo            | episodio "Brown Sugar"                     |
| 2010        | Republic of Doyle                        | Tom Rockwell           | episodio "The Woman Who Knew Too Little"   |
| 2010        | Cra$h & Burn                             | Kazmir                 | 5 episodios                                |
| 2009        | Flashpoint                               | Sloan Keller           | episodio "Just a Man"                      |
| 2009        | The Listener                             | Henderson              | episodio "I'm an Adult Now"                |
| 2008        | XIII: The Conspiracy                     | Samuel Amos            | 2 episodios - miniserie                    |
| 2004 - 2008 | Regenesis                                | Weston Field           | 49 episodios                               |
| 2008        | Blood Ties                               | Padre Cascioli         | episodio "Deep Dark"                       |
| 2007 - 2008 | The Dresden Files                        | Tommy Tomm             | 2 episodios                                |
| 2007        | The Gathering                            | Tommy Carrier          | miniserie                                  |
| 2005        | Tilt                                     | Pete Shurgin           | 3 episodios                                |
| 2004        | Missing                                  | Mr. Keegan             | episodio "Last Stop"                       |
| 2004        | Show Me Yours                            | Ogden Brunt            | episodio "Pilot"                           |
| 2003        | Starhunter                               | Dakota                 | episodio "star Crossed"                    |
| 2003        | Blue Murder                              | Phil Grady             | episodio "Love and Marriage"               |
| 2002        | Sue Thomas: F.B.Eye                      | Doctor Pierre          | episodio "A Blast from the Past"           |
| 2001        | Mutant X                                 | Ledeker                | episodio "In the Presence of Mine Enemies" |
| 2000        | Relic Hunter                             | Matt                   | episodio "Possessed"                       |

### Películas
| Año  | Título                                       | Personaje         | Notas |
| ---- | -------------------------------------------- | ----------------- | --- |
| 2012 | The Phantoms                                 | Greg Young        | junto a Tyler Johnston, Holly Deveaux, Kyle Mac & Wendel Meldrum                                         |
| 2011 | Unlucky                                      | Waylon            | junto a Jim Annan, Rachel Wilson, Joshua Peace, Debra DiGiovanni, Rick Roberts & Duane Murray            |
| 2011 | Immortals                                    | Nicomedes         | junto a Henry Cavill, Mickey Rourke, Stephen Dorff, Luke Evans, John Hurt & Joseph Morgan                |
| 2011 | Mistletoe Over Manhattan                     | Joe Martel        | junto a Tricia Helfer, Tedde Moore, Ken Hall, Peter DaCunha, Damon Runyan & Julian DeZotti               |
| 2011 | Man on the Train                             | Hombre Fuerte     | junto a Donald Sutherland, Larry Mullen Jr. & Graham Greene                                              |
| 2010 | Red: Werewolf Hunter                         | Marcus Sullivan   | junto a Felicia Day, Kavan Smith, Stephen McHattie, David Reale & Rosemary Dunsmore                      |
| 2010 | Saw 3D                                       | Scott Mallick     | junto a Tobin Bell, Costas Mandylor, Betsy Russell, Cary Elwes, Sean Patrick Flanery & Gina Holden       |
| 2010 | Red                                          | Bombero           | junto a Bruce Willis, Mary-Louise Parker, Helen Mirren, Karl Urban, Morgan Freeman & Brian Cox           |
| 2010 | Act of Dishonour                             | Ben               | junto a Marina Golbahari, Abdul Ghafar Qoutbyar, Masood Serwary, Nelofer Pazira & Ali Hazara             |
| 2009 | The Dealership                               | Scott Callen      | junto a William Devane, Tricia Helfer, Patrick J. Adams, Dylan Authors & Frank Chiesurin                 |
| 2009 | The Good Times Are Killing Me                | Huxley            | junto a Kelly Rowan, Rupert Graves, Vincent Walsh, Rosemary Dunsmore & Aaron Abrams                      |
| 2009 | Deadliest Sea                                | Stubbs            | junto a Sebastian Pigott, Joanne Boland, Kris Holden-Ried, Eugene Clark & Jonathan Walker                |
| 2009 | Dolan's Cadillac                             | Jefe              | junto a Christian Slater, Emmanuelle Vaugier, Wes Bentley, Aidan Devine & Al Sapienza                    |
| 2009 | Screamers: The Hunting                       | Cmdr. Andy Sexton | junto a Gina Holden, Jana Pallaske, Lance Henriksen, Christopher Redman, Tim Rozon & Stephen Amell       |
| 2009 | You Might as Well Live                       | Dixie             | junto a Joshua Peace, Michael Madsen, Stephen McHattie, Dov Tiefenbach & Liane Balaban                   |
| 2008 | Saw V                                        | Scott Mallick     | junto a Tobin Bell, Costas Mandylor, Scott Patterson, Betsy Russell, Julie Benz & Meagan Good            |
| 2008 | The Incredible Hulk                          | Soldado           | junto a Edward Norton, Liv Tyler, Tim Roth, William Hurt, Tim Blake Nelson & Ty Burrell                  |
| 2008 | Grindstone Road                              | Graham            | junto a Fairuza Balk, Joan Gregson, Dylan Authors, Matt Gordon & [Zachary Bennett                        |
| 2007 | Shoot 'Em Up                                 | Hombre Solitario  | junto a Clive Owen, Paul Giamatti, Monica Bellucci & Stephen McHattie                                    |
| 2007 | Poor Boy's Game                              | Keith Rose        | junto a Rossif Sutherland, Danny Glover, Flex Alexander & Laura Regan                                    |
| 2007 | The Robber Bride                             | Henry Kelly       | junto a Mary-Louise Parker, Shawn Doyle, Susan Lynch, Wendy Crewson & Amanda Root                        |
| 2007 | Weirdsville                                  | Abel              | junto a Scott Speedman, Wes Bentley, Taryn Manning, Matt Frewer & Maggie Castle                          |
| 2006 | Living Death                                 | Victor Harris     | junto a Kristy Swanson, Joshua Peace, Kelsey Matheson & Neil Foster                                      |
| 2005 | Slatland                                     | Rezvan Balescu    | junto a Angela Vint, Ron Gabriel, Emily Wees & Wendy Anderson                                            |
| 2005 | Neil                                         | Neil              | junto a Mary Krohnert, Ingrid Veninger, Barbara Gordon, Zorana Kydd & Jasmin Geljo                       |
| 2005 | A History of Violence                        | Billy Orser       | junto a Viggo Mortensen, Maria Bello, Ed Harris, William Hurt, Ashton Holmes & Peter MacNeill            |
| 2005 | Pizza Shop                                   | -                 | corto - junto a Stefan Brogren, Wayne Catania, Yvonne Gaudry & Ruth Madoc-Jones                          |
| 2003 | The Visual Bible: The Gospel of John         | Discípulo         | junto a Christopher Plummer, Henry Ian Cusick, Stuart Bunce, Daniel Kash, Elliot Levey & Alan Van Sprang |
| 2002 | Men with Brooms                              | Alexander Yount   | junto a James B. Douglas, Molly Parker, Paul Gross, Barbara Gordon, Michelle Nolden & Connor Price       |
| 1998 | The Pawn                                     | Vinnie            | junto a Greg Evigan, Tony Lo Bianco, Rob Stewart, Sydney Penny & Phillipe Simon                          |
| 1998 | Rescuers: Stories of Courage: Two Families   | Secretario        | junto a Michael Rapaport, Daryl Hannah, Robin Tunney, Caterina Scorsone & Brenda Devine                  |
| 2020 | El club secreto de los no herederos al trono | Prisionero 34     | |
| 2020 | Juego de espías                              | Marquez           | junto a Dave Bautista JJ                                                                                 |

### Videojuegos
| 2018 | Far Cry 5                  | Joseph Seed | junto a Mark Pellegrino, Seamus Dever y Janessa Grant |
| 2019 | Far Cry New Dawn           | Joseph Seed | junto a Cara Ricketts y Leslie Miller                 |
| 2021 | Far Cry 6: Joseph-Collapse | Joseph Seed | junto a Mark Pellegrino, Seamus Dever y Janessa Grant |

### Apariciones
| Año  | Programa                  | Notas |
| ---- | ------------------------- | ----- |
| 2011 | Family Under Construction | -     |

## Premios y nominaciones
| Año  | Categoría                                                                                       | Premio       | Serie/Película  | Resultado |
| ---- | ----------------------------------------------------------------------------------------------- | ------------ | --------------- | --------- |
| 2010 | Best Performance by an Actor in a Featured Supporting Role in a Dramatic Program or Mini-Series | Gemini Award | Deadliest Sea   | Nominado  |
| 2008 | Best Supporting Actor in a Canadian Film                                                        | VFCC Award   | Poor Boy's Game | Ganador   |